# 偶然にも最悪な少年
『偶然にも最悪な少年』（ぐうぜんにもさいあくなしょうねん）は、2002年に日本で発表された小説。著者はCMディレクターのグ・スーヨンで、2003年に著者自らの監督により映画化もされている。映画版の脚本を担当したのは実弟の具光然。

## あらすじ
日本人と在日朝鮮人の両方からイジメを受けている在日韓国人の男子高校生・ヒデノリは、自殺した姉・ナナコの死体を韓国まで運ぼうと、エキセントリックな女子高生・由美と渋谷のチーマー・タローさんを巻き込んで、車で東京から小倉、博多、下関へと向かう。しかし、行く先々でヒデノリは事件や騒動を起こし…。

## 映画版

### キャスト
- カネシロヒデノリ：市原隼人
- 佐々木由美：中島美嘉
- タロー：池内博之
- カネシロナナコ：矢沢心

特別出演
- 原田の彼女：蒼井優
- 原田：柄本佑
- 佐々木：岡田義徳
- 精神科の女医：風吹ジュン
- レコード屋の店員：袴田吉彦
- 赤いミニスカートの女：佐藤江梨子
- 女子大生：前田愛
- アクセサリー売りのおじさん：津川雅彦
- キムハツコ：余貴美子
- カネシロシゲハル：柄本明
- 難波栄一：永井大
- 槍田一男：永瀬正敏
- アベック男：塚本高史
- アベック女：ともさかりえ
- 運び屋：高橋克典
- 質屋のおじいさん：大滝秀治
- ナナコの友人（写真）：加藤あい
- 小出恵介
- あじゃ
- 中村ゆり
- 松山ケンイチ
- ケイスケ
- 碧木菜々
- 時任歩
- 佐々木ユメカ
- 鈴木さち
- 滝沢沙織
- 山口このみ
- 甲本雅裕
- 高木麻依子
- 朝比奈慶
- 小澤栄里
- 立花彩野（鎗田彩野）
- 近藤舞
- 池永亜美
- 閔東旭
- 三上真史
- 辻本祐樹
- ささの貴斗
- 野添義弘

### スタッフ
- 監督：グ・スーヨン
- 脚本：具光然
- OPテーマ：GICODE「G・I・C・O・D・E」
- EDテーマ：GICODE「ONE」
- 美術：磯見俊裕 仲前智治
- 録音：鶴巻仁
- 照明：佐脇尚之
- 音響効果：柴崎憲治、伊藤瑞樹
- スタントコーディネーター：柿添清（シャドウスタント）
- 現像：東映ラボ・テック
- ロケ協力：福岡フィルムコミッション、下関フィルムコミッション、北九州フィルムコミッション、川口市フィルムコミッション、天神ビブレ、唐戸市場、キャナルシティ博多、カメリアライン、博多リバレイン、下関市立しものせき水族館　ほか
- 企画：遠藤茂行、原田雅弘
- プロデュース：片岡公生、岡田和則、鈴木伸佳
- 製作：東映、東映ビデオ、日本出版販売、ピラミッドフィルム、ケイダッシュ、トゥループロジェクト、東京映像工房
- 配給：東映